# Liste de films français sortis en 1963
Listes de films français
- 1959
- 1960
- 1961
- 1962
- 1963
- 1964
- 1965
- 1966
- 1967

Liste non exhaustive de films français sortis en 1963

## 1963
| Titre                          | Réalisateur            | Distribution                                   | Genre                  | Notes |
| ------------------------------ | ---------------------- | ---------------------------------------------- | ---------------------- | ----- |
| Les Tontons flingueurs         | Georges Lautner        | Lino Ventura, Bernard Blier                    | Comédie, Policier      |       |
| Mélodie en sous-sol            | Henri Verneuil         | Jean Gabin, Alain Delon                        | Policier               |       |
| Le Guépard                     | Luchino Visconti       | Burt Lancaster, Alain Delon, Claudia Cardinale | Historique, drame      |       |
| Le Petit Soldat                | Jean-Luc Godard        | Michel Subor, Anna Karina                      | Comédie dramatique     |       |
| Le Mépris                      | Jean-Luc Godard        | Brigitte Bardot, Michel Piccoli                | Drame                  |       |
| Chair de poule                 | Julien Duvivier        | Robert Hossein, Catherine Rouvel               | Drame                  |       |
| Muriel ou le Temps d'un retour | Alain Resnais          | Delphine Seyrig, Jean-Pierre Kerien            | Drame                  |       |
| Adieu Philippine               | Jacques Rozier         | Jean-Claude Aimini, Stefania Sabatini          | Comédie dramatique     |       |
| Landru                         | Claude Chabrol         | Charles Denner, Danielle Darrieux              | Drame                  |       |
| Bébert et l'Omnibus            | Yves Robert            | Martin Lartigue, Blanchette Brunoy             | Comédie                |       |
| Pouic-Pouic                    | Jean Girault           | Louis de Funès, Mireille Darc                  | Comédie                |       |
| Les Parias de la gloire        | Henri Decoin           | Curd Jürgens, Maurice Ronet                    | Drame                  |       |
| Symphonie pour un massacre     | Jacques Deray          | Charles Vanel, Michel Auclair                  | Policier               |       |
| Maigret voit rouge             | Gilles Grangier        | Jean Gabin, Françoise Fabian                   | Policier               |       |
| Destination Rome               | Denys de La Patellière | Charles Aznavour, Arletty                      | Comédie                |       |
| À cause, à cause d'une femme   | Michel Deville         | Jacques Charrier, Mylène Demongeot             | Comédie, policier      |       |
| Le Vice et la Vertu            | Roger Vadim            | Catherine Deneuve, Annie Girardot              | Comédie dramatique     |       |
| L'Abominable Homme des douanes | Marc Allégret          | Darry Cowl, Francis Blanche                    | Comédie                |       |
| L'Honorable Stanislas          | Jean-Charles Dudrumet  | Jean Marais, Geneviève Page                    | Comédie                |       |
| Ophélia                        | Claude Chabrol         | Alida Valli, Claude Cerval                     | Drame                  |       |
| Le Voyage à Biarritz           | Gilles Grangier        | Fernandel, Michel Galabru                      | Comédie                |       |
| Le Magot de Josefa             | Claude Autant-Lara     | Anna Magnani, Bourvil                          | Comédie                |       |
| L'Aîné des Ferchaux            | Jean-Pierre Melville   | Charles Vanel, Jean-Paul Belmondo              |                        |       |
| L'Appartement des filles       | Michel Deville         | Mylène Demongeot                               | Comédie, film policier |       |
| La Baie des Anges              | Jacques Demy           | Jeanne Moreau                                  | Drame, romance         |       |
| Les Carabiniers                | Jean-Luc Godard        | Marino Masè                                    |                        |       |
| Le Feu follet                  | Louis Malle            | Maurice Ronet                                  | Drame                  |       |